# Johann Sibrand (der Ältere)

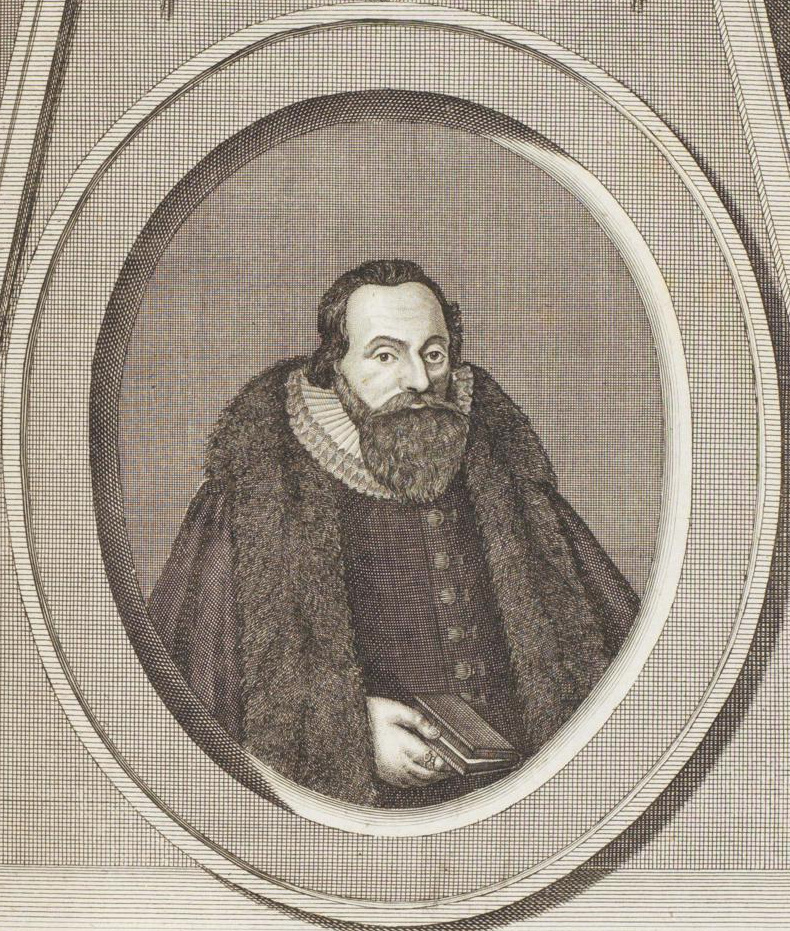
Johann Sibrand
(In: Ernst Joachim von Westphalen: Monumenta Inedita Rerum Germanicarum Praecipue Cimbricarum Et Megapolensium …, T. 3. Leipzig 1743, nach Sp. 1382.)

Johann Sibrand (der Ältere) (* 28. August 1569 in Rostock; † 1. Februar 1638 ebenda) war ein deutscher Rechtswissenschaftler und Hochschullehrer an der Universität Rostock.

## Leben
Johann Sibrand war ein Sohn des Seidenhändlers Heinrich Sibrand und dessen Frau Dorothea, geb. Suchting. Er studierte ab 1588 Rechtswissenschaften an den Universitäten Rostock, Jena (1591), Wittenberg und Leipzig. Anschließend reiste er nach Italien, setzte sein Studium für zwei Jahre in Siena und Padua fort und verbrachte danach weitere zwei Jahre in Frankreich an der Akademie in Bourges. In Heidelberg erlangte er am 13. Juli 1598 die Promotion zum Dr. iur. Nach einer weiteren Reise durch die Niederlande kehrte er 1599 nach Rostock zurück.
Vom mecklenburgischen Herzog Ulrich wurde er 1601 zum Kirchen-Visitationsrat berufen. 1603 erfolgte an der Juristischen Fakultät die Ernennung zum rätlichen ordentlichen Professor der Institutionen als Nachfolger von Heinrich Camerarius. Nach dem Weggang von Martin Chemnitz wurde er 1604 Professor der Kodizes. Daneben war er Syndikus der Universität und 1604 und 1610 deren Rektor. 1630 übernahm er die Funktion des Rostocker Stadtsyndikus, einhergehend mit der Niederlegung seiner Professur.
Johann Sibrand war ab dem 10. Dezember 1599 verheiratet mit Anne Schilling (1583–1621), der Tochter des Rostocker Bürgermeisters Hermann Schilling († 1621) und dessen Frau Christina Sasse. In zweiter Ehe war er ab 1623 verheiratet mit Catherine Schwartzkopff (1579–1629), der Tochter von Caspar Schwartzkopff und Margareta Flenßburg. Catherine war die Witwe Friedrich Heins († 1613), eines Sohnes des Rostocker Professors und Bürgermeisters Friedrich Hein. Der ersten Ehe entstammten drei Söhne und neun Töchter, von diesen 12 Kindern starben neun bereits im Kindesalter, die zweite Ehe blieb kinderlos.
- Anna (1605–1686) ⚭ 1622 mit Joachim Nesen, Ratsverwandter (Senator) in Rostock.
- Dorothea ⚭ mit Dr. Deyen, meckl. Hofgerichts-Prokurator.
- Heinrich († 1647), Dr. iur. und Advokat am Meckl. Gerichtshof, Landsyndikus,[2] ⚭ um 1627 mit Katharina Deutsch (1606–1668).

Ein Bruder Johann Sibrands war Ernst Sibrand, Kaufmann in Rostock. Die Rostocker Professoren Johann Sibrand (der Jüngere) und Hermann Sibrand waren seine Enkel.